# Friedrich Dehnhardt
Friedrich Dehnhardt (noto anche come Federico Corrado Dehnhardt; Bühle, 22 settembre 1787 – Napoli, 1º maggio 1870) è stato un architetto del paesaggio, botanico e orticoltore tedesco.

## Biografia
Nacque a Bühle, un villaggio poco distante da Gottinga, il 22 settembre 1787 da August Christoph e Anna Dorothea.
In seguito alla scomparsa del padre e alle conseguenti difficoltà economiche familiari, nel 1784, fu affidato all'orfanotrofio di Northeim dove, grazie all'interessamento dalla contessa Marianne Louise von Hardenberg cominciò ad occuparsi di giardinaggio, avendone mostrato una certa inclinazione. Dal 1801 soggiornò a Gottinga dove iniziò un percorso di studi sotto la guida del direttore del giardino botanico della locale università Heinrich Adolf Schrader e del capo giardiniere Johan Fischer. Qui imparò a riconoscere le piante, specie quelle della flora tedesca, e a padroneggiare argomenti di botanica generale, di anatomia, di fisiologia vegetale.
Dopo tre anni di permanenza nella cittadina della Bassa Sassonia si spostò a Kassel, per apprendere floricoltura nella scuola di Wilhelmshohe. Nel 1805 fu invece a Vienna come aiuto giardiniere nel parco del Palazzo di Schönbrunn, dove perfezionò le sue qualità di esperto botanico e abile coltivatore di piante. Nel 1808 giunse in Italia dopo un travagliato viaggio a piedi da Vienna che ne debilitò il fisico. Rimessosi in salute ottenne un posto di aiuto giardiniere a Desio, nei pressi di Monza, nel parco di villa Cusani, dimora del marchese Ferdinando Cusani. Dopo circa un anno colse poi l'occasione di lavorare a Monza, nel parco della locale Villa Reale che in quel periodo era in ristrutturazione con la trasformazione all'inglese dei suoi giardini.
Nel 1810 si trasferì a Napoli, ospite del mercante e banchiere tedesco Christian Heigelin, che gli affidò la cura del giardino della propria abitazione a Capodichino. Notato da Michele Tenore che scrisse personalmente a Gioacchino Murat, tramite il ministro dell'interno Giuseppe Zurlo, per caldeggiarne l'assunzione, ne diventò assiduo collaboratore nel programma di allestimento e sistemazione dell'orto botanico cittadino.
Alla fine del 1814 fu nominato Ispettore di tutti i giardini di Napoli, incarico che gli consentì di occuparsi della Villa Reale e del parco di Capodimonte. A Villa Reale, in particolare, si impegnò nell'opera di riassortire con piante esotiche la composizione mediterranea esistente in modo da rendere nuovi e più suggestivi gli spazi a disposizione per la passeggiata. allo scopo vennero allora impiantati, sia pure con una certa gradualità, esemplari di Narcisi, Rose del Bengala e del Giappone, Acacie, Mimose arboree, Eucalipti ed altro ancora.
Più o meno nello stesso periodo si interessò anche dei lavori, conclusisi nel 1819, per la realizzazione dei giardini di Villa Floridiana, sulla collina del Vomero. I viali e i sentieri della villa furono sistemati con la piantumazione di oltre 150 specie di piante tra cui lecci, pini, platani, palme e cedri del Libano.
Nel 1830 cominciò ad operare nel Real Bosco di Capodimonte allora diretto da Giovanni Gussone, assumendone poi la direzione dal 1840 al 1860. Durante questo periodo il parco fu destinatario di un rilevante intervento di riqualificazione floristica. Vennero infatti introdotte nuove specie arboree, tra le quali Cedri del Libano, Abeti, Tassi, rose e camelie, caratterizzando ulteriormente la generale impronta all'inglese della struttura.
Oltre agli incarichi pubblici anche quelli privati definirono i primi decenni di attività napoletana del botanico tedesco come, ad esempio, quello relativo al giardino privato della villa del conte Francesco Ricciardi, sulla collina dei Camaldoli. In questo giardino che presto diventò un importante laboratorio per l'acclimatazione delle piante esotiche ebbe modo di studiare e descrivere un esemplare di Eucalyptus camaldulensis, varietà specifica ottenuta da un seme inviato dal botanico Allan Cunningham dopo un viaggio di raccolta nel 1817 a Condobolin, in Australia.
Ritiratosi dal lavoro dopo circa cinquant'anni di attività nell'incarico ricevuto morì a Napoli il 1 maggio 1870. Fu sepolto nel Cimitero acattolico di Santa Maria della Fede, noto anche come Cimitero degli Inglesi..
Durante la sua vita ebbe numerosi riconoscimenti da parte di Società italiane e straniere e fu insignito di diverse onorificenze di ordini cavallereschi come l'Aquila rossa di Prussia, il Leopoldo del Belgio e l'Ordine della Corona d'Italia.

## Lasciti ed opere ed affiliazioni
La collezione degli esemplari botanici di Dehnhardt è ospitata nel Museo di Storia Naturale di Vienna.
Fu membro dell'Imperiale e Regia Società dei Floricultori di Vienna e socio corrispondente della Società di Floricoltura di Prussia.

## Famiglia e discendenza
Nel 1816 sposò Raffaella Ortolani da cui ebbe due figli, Adolfo e Alfredo (Napoli, 6 ottobre 1825 - Napoli, 13 agosto 1882), questi laureatosi in scienze agrarie all'estero quando rientrò a Napoli divenne, nel 1860, Ispettore dell'Orto Botanico al posto del padre, e 4 figlie: Amalia che sposò l'architetto Oscarre Capocci (a loro volta nonni paterni della Medaglia d'Oro Teodoro Capocci), Sofia, Emilia e Clotilde.

## Pubblicazioni
- Catalogus Plantarum Horti Camaldulensis. URL consultato il 20 maggio 2015 (archiviato dall'url originale il 21 maggio 2015).[12] 1ª ed., 1829; 2ª ed., 1832.
- Friedrich Dehnhardt, Memorie di Federigo Dehnhardt sopra alcune piante nuove: o non bene illustrate che han fiorito nel giardino del Signor Conte di Camaldoli Ricciardi al Vomero presso Napoli, Napoli, 1836.